# Рисс, Павел Францевич
Павел Францович Рисс (1831/32—1861, Тифлис) — российский востоковед, путешественник по Кавказу и Персии, Правитель дел Кавказского отдела Императорского русского географического общества (с 23 марта 1860 г.). Сын Франца Николаевича Рисса.

## Биография
Служил чиновником особых поручений при тифлисском губернаторе.
В начале 1850-х годов начал работать в Кавказском Отделе Императорского Русского Географического Общества.

### Путешествие
В 1857 году предпринял путешествие по Персии, выбрав исходным пунктом Тегеран, откуда намеревался пройти через Дамган в Астрабад и затем — по всему Мазандерану и Гиляну. Это путешествие представляло большой интерес для Русского Географического Общества, как захватывавшее мало исследованные, а частью и совсем не известные дотоле земли. На собственные средства, при неблагоприятных для путешественника условиях, отправился он в экспедицию; по прибытии в Тегеран, заручился от местных властей пропускными свидетельствами, которые удалось ему добыть с большими затруднениями. 6 мая он оставил столицу Персии и направился к Догману, откуда своротил с почтового тракта на дорогу через Эльбурский хребет к городу Астрабаду, то есть к Астрабадскому заливу, и прибыл в Русскую факторию, расположенную на Гяузском берегу, в трёх верстах от деревни Гязь. С берега он на шхуне переплыл Ангур-Одэ, а оттуда вышел на Мешгедисерский рейд и далее вдоль берега на запад поплыл до речки Сальмс-Руд, где вышел на берег. Здесь Рисс объехал окрестные деревни, производя тщательно определение их географического положения, нанося их на планшет и знакомясь с бытом их населения. В деревне Аби-Гярм он нашёл минеральные воды, а 11 июня посетил деревню Рудхар, лежащую недалеко от моря, о существовании которой не было известно европейцам. Производя подробное описание этой деревни, Рисс направился сухим путём через округи Тенакобун, Келярестак, Куджур и Нур в город Барферуш, а оттуда поехал на Амуль. Все пройденные города и области Рисс описал в своих записках, нанеся их на карту, определив численность населения, его быт и характер самых городов. Возвратившись в Барферуш 25 июня, Рисс отправился в город Сари, а оттуда далее по направлению к морскому берегу и затем — через Русскую факторию в Астрабад. Вторично из Астрабада он отправился через Кузунукский перевал в провинцию Шахруд-Бостам и посетил города Шахруд и Бастам, по изучению и исследованию которых возвратился через деревню Зияреш. С 3 по 29 августа Рисс находился в поездках по Астрабадской провинции и окрестностям Шах-Ку, произвёл подробное описание дорог и исследовал перевалы через горы, 31 августа на пароходе направился в Гилян, но принуждён был высадиться в Энзели, откуда 7 сентября переправился в Решт, где и оставался в продолжение месяца. Здесь он занялся описанием города и морской стоянки в Энзели. Из Решта он направился в Менжиль. Эта часть путешествия представляла особенный интерес, так как Рисс провёл исследование и описание местностей, ещё неизвестных, и пути по которым отличались малодоступностью. Проехав по берегу реки Сефид-Руд, он направился по горной дороге через Кудум и округ Рудборский, делая подробное описание пути и маршрутную съёмку. Прибыв в Менжиль и остановившись здесь на несколько дней, Рисс через ханство Масаль проехал в Талыш-Дуляб, а оттуда в ханство Нэмин, Керган-Руд и, наконец, берегом моря в Астру, прибытием куда 8 ноября 1857 года и закончил своё путешествие.

### Научные труды
По возвращении из путешествия занялся составлением его описания, и в 1858 году прочёл несколько сообщений о Северной Персии в общих собраниях Кавказского Отдела Географического Общества. Отчёт о путешествии и записки Рисса были напечатаны в "Известиях Кавказского Отдела Императорского Русского Географического Общества".
Особой заслугой Рисса является составленная им во время путешествия маршрутная карта, в основание которой им были приняты 30 пунктов, определённых астрономически в 1839 году капитаном Леммом; некоторые же пункты были им заимствованы с 10-вёрстной карты Кавказского края, изданной в 1847 году. Карта Рисса была проверена, найдена вполне удовлетворявшей своему назначению и, по распоряжению начальства, напечатана в Военно-Топографическом Отделе Главного Штаба Кавказского Военного Округа. Составленное Риссом подробное описание южного побережья Каспийского моря было весьма интересно для географов и имело ещё ту ценность, что включало в себе географическое исследование Эльбурских гор. От города Астры до Туркменской границы изучая южное побережье Каспийского моря, Рисс прошёл 400 устьев различных рек и сделал подробное их описание, производя промеры и измеряя силу течения их вод. Во время этого путешествия он произвёл наблюдения над климатическими явлениями в прикаспийских персидских провинциях, все время производя метеорологические наблюдения; посетил богатейший угол Персии — Сефид-Руд и сделал подробное описание его, а также произвёл весьма подробное и ценное исследование горных систем Западного Мазандерана. 
Независимо от своих путешествий, Рисс посвятил себя изучению языков иранской группы: был первым исследователем в этом направлении и по следам его впоследствии работал академик Б. А. Дорн. Плодом исследований Рисса является его труд: "О Талышинцах, их нравах, образе жизни и языке". В конце описания происхождения этого народа Рисс напечатал грамматику талышинского языка. Этим трудом Рисс обратил на себя внимание Кавказского Отдела Географического Общества и, после напечатания его, был избран действительным членом его, а 23 марта 1860 года — и правителем дел Отдела. Кроме описаний своего путешествия в "Известиях Кавказского Отдела Географического Общества", Рисс помещал свои статьи о путешествии в газете "Кавказ" за 1855 и 1856 гг.

### Смерть
Слабое здоровье стало причиной развития тяжёлой болезни.
Скончался 3 апреля 1861 года.